# Eleição municipal do Rio de Janeiro em 2020
A eleição municipal da cidade do Rio de Janeiro em 2020 foi realizada em dois turnos. O primeiro aconteceu no dia 15 de novembro e o segundo aconteceu no dia 29 de novembro, com o objetivo de eleger um prefeito, um vice-prefeito e 51 vereadores responsáveis pela administração da cidade para o mandato que se iniciou em 1° de janeiro de 2021 e com término em 31 de dezembro de 2024. No total, foram apresentadas quatorze candidaturas ao cargo de prefeito.
Originalmente, as eleições ocorreriam em 4 de outubro (primeiro turno) e 25 de outubro (segundo turno, caso necessário). Porém, com o agravamento da pandemia de COVID-19 no Brasil, as datas foram modificadas.
Em 29 de novembro de 2020, Eduardo Paes (DEM) é eleito prefeito do Rio de Janeiro pela terceira vez, derrotando o então prefeito Marcelo Crivella (Republicanos).

## Contexto político e pandemia
As eleições municipais de 2020 foram marcadas, antes mesmo de iniciada a campanha oficial, pela pandemia de COVID-19 no Brasil, o que fez com que os partidos remodelassem suas estratégias de pré-campanha. O Tribunal Superior Eleitoral (TSE) autorizou os partidos a realizarem as convenções para escolha de candidatos aos escrutínios por meio de plataformas digitais de transmissão, para evitar aglomerações que possam proliferar o coronavírus. Alguns partidos recorreram a mídias digitais para lançar suas pré-candidaturas.
Além disso, a partir deste pleito, será colocada em prática a Emenda Constitucional 97/2017, que proíbe a celebração de coligações partidárias para as eleições legislativas.

## Candidatos
| Candidato(a) a prefeito(a)                                                            | Candidato(a) a prefeito(a)                                                            | Candidato(a) a prefeito(a)                                                            | Candidato(a) a vice-prefeito(a)                                                       | Nº                                                                                    | Coligação/Partido                                                                                 | Tempo de horário eleitoral |
| ------------------------------------------------------------------------------------- | ------------------------------------------------------------------------------------- | ------------------------------------------------------------------------------------- | ------------------------------------------------------------------------------------- | ------------------------------------------------------------------------------------- | ------------------------------------------------------------------------------------------------- | -------------------------- |
|                                                                                       |                                                                                       | Fred Luz NOVO                                                                         | Giselle Gomes NOVO                                                                    | 30                                                                                    | Partido Novo NOVO                                                                                 | 14 segundos                |
|                                                                                       |                                                                                       | Marcelo Crivella Republicanos                                                         | Tenente Coronel Andréa Firmo PRTB                                                     | 10                                                                                    | Com Deus, Pela Família e Pelo Rio Republicanos, PODE, PTC, PMN, PRTB, PP, Patriota, Solidariedade | 2 min e 2 s                |
|                                                                                       |                                                                                       | Renata Souza PSOL                                                                     | Ibis Pereira PSOL                                                                     | 50                                                                                    | Um Rio de Esperança PSOL, PCB, UP                                                                 | 16 segundos                |
|                                                                                       |                                                                                       | Benedita da Silva PT                                                                  | Enfermeira Rejane PCdoB                                                               | 13                                                                                    | É a vez do Povo PT, PCdoB                                                                         | 1 min e 15 s               |
|                                                                                       |                                                                                       | Paulo Messina MDB                                                                     | Sheila Barbosa MDB                                                                    | 15                                                                                    | Movimento Democrático Brasileiro MDB                                                              | 43 segundos                |
|                                                                                       |                                                                                       | Eduardo Paes DEM                                                                      | Nilton Caldeira PL                                                                    | 25                                                                                    | A Certeza de Um Rio Melhor DEM, PL, Cidadania, DC, PV, Avante, PSDB                               | 2 min e 5 s                |
|                                                                                       |                                                                                       | Luiz Lima PSL                                                                         | Delegado Fernando Veloso PSD                                                          | 17                                                                                    | O Rio Tem Opção PSL, PSD                                                                          | 1 min e 40 s               |
|                                                                                       |                                                                                       | Clarissa Garotinho PROS                                                               | Jorge Coutinho PROS                                                                   | 90                                                                                    | Partido Republicano da Ordem Social PROS                                                          | 14 segundos                |
|                                                                                       |                                                                                       | Glória Heloiza PSC                                                                    | Mauro Santos PSC                                                                      | 20                                                                                    | Partido Social Cristão PSC                                                                        | 14 segundos                |
|                                                                                       |                                                                                       | Delegada Martha Rocha PDT                                                             | Anderson Quack PSB                                                                    | 12                                                                                    | Unidos Pelo Rio PDT, PSB                                                                          | 1 min e 11 s               |
|                                                                                       |                                                                                       | Bandeira de Mello REDE                                                                | Andrea Gouvêa Vieira REDE                                                             | 18                                                                                    | Rede Sustentabilidade REDE                                                                        | Não possui                 |
|                                                                                       |                                                                                       | Cyro Garcia PSTU                                                                      | Elisa Guimarães PSTU                                                                  | 16                                                                                    | Partido Socialista dos Trabalhadores Unificado PSTU                                               | Não possui                 |
|                                                                                       |                                                                                       | Henrique Simonard PCO                                                                 | Caetano Sigiliano PCO                                                                 | 29                                                                                    | Partido da Causa Operária PCO                                                                     | Não possui                 |
|                                                                                       |                                                                                       | Suêd Haidar PMB                                                                       | Jessica Natalino PMB                                                                  | 35                                                                                    | Partido da Mulher Brasileira PMB                                                                  | Não possui                 |
| Apresentação de acordo com a ordem da propaganda eleitoral e representação partidária | Apresentação de acordo com a ordem da propaganda eleitoral e representação partidária | Apresentação de acordo com a ordem da propaganda eleitoral e representação partidária | Apresentação de acordo com a ordem da propaganda eleitoral e representação partidária | Apresentação de acordo com a ordem da propaganda eleitoral e representação partidária | Apresentação de acordo com a ordem da propaganda eleitoral e representação partidária             | Sobras: 0:06               |

### Desistências
- Marcelo Freixo (PSOL) – deputado federal (Hoje presidente da Embratur (2022–presente). Retirou sua pré-candidatura optando por apoiar Renata Souza (prefeitura) e Chico Alencar (Câmara), e à reeleição de Tarcísio Motta para a Câmara Municipal. Durante este período, Freixo, que estava em segundo lugar nas pesquisas eleitorais, dedicou-se também a continuidade das investigações do assassinato de Marielle Franco e Anderson.[10]

## Campanhas

### Eduardo Paes (DEM)
Mesmo sendo derrotado por Wilson Witzel nas eleições estaduais de 2018, Paes obteve a maioria dos votos na cidade do Rio de Janeiro, apesar do democrata inicialmente ter pensado em deixar a política, isso motivou Eduardo Paes a ser candidato ao terceiro mandato para prefeito. Após definir coligação com o Cidadania, PV e Avante, foi fechado apoio do PSDB, que inicialmente havia lançado Paulo Marinho, e o PL, que cotava lançar o ex-presidenciável Cabo Daciolo, apoiou Paes e selecionou o candidato a vice da chapa, o ex secretário Nilton Caldeira.
Na campanha eleitoral, defendeu seu histórico como prefeito da capital estadual e atacou Crivella pela sua gestão, se apresentando como a melhor alternativa ao candidato a reeleição. No seu plano de governo, o candidato lista 12 diretrizes básicas, que inclui recuperação da situação fiscal, melhorar a qualificação da guarda municipal e mais investimentos sociais para áreas pobres.

### Marcelo Crivella (Republicanos)
Marcelo Crivella foi definido como candidato a reeleição pelo Republicanos, apesar de considerarem retirar o apoio depois do processo de impeachment, os partidos resolveram manter seu apoio. A vice é a tenente Andréa Firmo (também do Republicanos), substituindo Fernando Mac Dowell, que morreu em 2018.
Durante a campanha, Crivella recebeu apoio do presidente Jair Bolsonaro e utilizou esse apoio na candidatura, também exaltou seu governo afirmando que expandiu as obras e combateu a corrupção. No seu plano de governo, o republicano propôs a criação de um banco municipal que, junto ao BNDES, iria fornecer recursos aos micro empreendedores junto com a atração de empresas para a cidade.

## Pesquisas eleitorais

### Segundo turno
| Fonte            | Data(s) conduzidas | Amostragem | Paes DEM      | Crivella Republicanos | Abst. Indec. | Vantagem |
| ---------------- | ------------------ | ---------- | ------------- | --------------------- | ------------ | -------- |
| Fonte            | Data(s) conduzidas | Amostragem | Votos válidos |                       | Abst. Indec. | Vantagem |
| Ibope            | 16-18 Nov          | 1.001      | 69%           | 31%                   | –            | 38%      |
| RealTime BigData | 16-17 Nov          | 1.050      | 71%           | 29%                   | –            | 42%      |

### Primeiro turno: Pesquisa espontânea

#### Início da Campanha
Fontes: IBOPE
Fontes: DataFolha
Fontes: Paraná Pesquisas

#### Antes da campanha
Fontes: Instituto Paraná Pesquisas

### Pesquisa estimulada

#### Início da Campanha
Fontes: IBOPE
Fontes: DataFolha
Fontes: RealTime BigData
Fontes:Paraná Pesquisa

#### Antes da campanha
Fontes: Instituto Paraná Pesquisas

#### Novembro
| Fonte             | Data(s) conduzidas | Amostragem | Paes DEM        | Crivella Republicanos | Martha PDT | Benedita PT | Lima PSL | Renata PSOL | Bandeira REDE | Clarissa PROS | Messina MDB | Fred NOVO | Garcia PSTU | Glória PSC | Suêd PMB | Simonard PCO | Outros | Abst. Indec. | Vantagem |       |       |   |        |        |
| ----------------- | ------------------ | ---------- | --------------- | --------------------- | ---------- | ----------- | -------- | ----------- | ------------- | ------------- | ----------- | --------- | ----------- | ---------- | -------- | ------------ | ------ | ------------ | -------- | ----- | ----- | - | ------ | ------ |
| Fonte             | Data(s) conduzidas | Amostragem | Resultado final | 15 Nov                | –          | 37,01%      | 21,90%   | 11,30%      | 11,27%        | 6,85%         | 3,24%       | 2,48%     | 0,46%       | 2,93%      | 1,76%    | 0,11%        | 0,52%  | Abst. Indec. | Vantagem | 0,15% | 0,02% | – | 32,79% | 15,11% |
| IBOPE             | 12-14 Nov          | 1.204      | 41%             | 16%                   | 11%        | 13%         | 7%       | 3%          | 3%            | 1%            | 3%          | 2%        | 0%          | 0%         | 0%       | 0%           | –      | –            | 25%      |       |       |   |        |        |
| IBOPE             | 12-14 Nov          | 1.204      | 35%             | 14%                   | 9%         | 11%         | 5%       | 2%          | 3%            | 0%            | 2%          | 2%        | 0%          | 0%         | 0%       | 0%           | –      | 16%          | 21%      |       |       |   |        |        |
| Datafolha         | 13-14 Nov          | 1.875      | 40%             | 18%                   | 13%        | 10%         | 6%       | 5%          | 2%            | 1%            | 3%          | 1%        | <1%         | 1%         | <1%      | –            | –      | –            | 22%      |       |       |   |        |        |
| Datafolha         | 13-14 Nov          | 1.875      | 33%             | 15%                   | 11%        | 9%          | 5%       | 4%          | 2%            | 1%            | 3%          | 1%        | 0%          | 1%         | 0%       | –            | –      | 16%          | 18%      |       |       |   |        |        |
| Datafolha         | 9-10 Nov           | 1.148      | 34%             | 14%                   | 11%        | 8%          | 5%       | 4%          | 2%            | 2%            | 1%          | 1%        | 0%          | 1%         | <1%      | <1%          | –      | 17%          | 20%      |       |       |   |        |        |
| Datafolha         | 9-10 Nov           | 1.148      | 25%             | 10%                   | 8%         | 5%          | 2%       | 2%          | 1%            | 1%            | 1%          | 2%        | –           | –          | –        | –            | 3%     | 41%          | 15%      |       |       |   |        |        |
| IBOPE             | 7-9 Nov            | 1.204      | 33%             | 15%                   | 14%        | 9%          | 4%       | 3%          | 2%            | 1%            | 1%          | 1%        | 0%          | 0%         | 0%       | 0%           | –      | 16%          | 18%      |       |       |   |        |        |
| Datafolha         | 3-4 Nov            | 1.064      | 31%             | 15%                   | 13%        | 8%          | 5%       | 3%          | 3%            | 1%            | 1%          | 1%        | 1%          | 0%         | <1%      | <1%          | –      | 18%          | 16%      |       |       |   |        |        |
| Datafolha         | 3-4 Nov            | 1.064      | 22%             | 11%                   | 8%         | 5%          | 1%       | –           | 3%            | –             | 1%          | 2%        | –           | –          | –        | –            | 3%     | 45%          | 11%      |       |       |   |        |        |
| RealTime Big Data | 31 Out-2 Nov       | 1.200      | 31%             | 13%                   | 13%        | 9%          | 5%       | 2%          | 3%            | 2%            | 1%          | 1%        | 0%          | 0%         | 0%       | 0%           | –      | 20%          | 18%      |       |       |   |        |        |
| RealTime Big Data | 31 Out-2 Nov       | 1.200      | 25%             | 9%                    | 9%         | 5%          | 2%       | 2%          | 1%            | –             | –           | –         | –           | –          | –        | –            | 1%     | 46%          | 16%      |       |       |   |        |        |
| Paraná Pesquisas  | 29 Out-01 Nov      | 910        | 27,7%           | 14,1%                 | 14%        | 8,2%        | 4,2%     | 1,9%        | 4,3%          | 1,2%          | 1,2%        | 1,2%      | 0,7%        | 0,9%       | 0,4%     | 0,2%         | –      | 21,8%        | 13,6%    |       |       |   |        |        |
| Paraná Pesquisas  | 29 Out-01 Nov      | 910        | 17,6%           | 9,2%                  | 9,1%       | 3,7%        | 2,1%     | 1,1%        | 1,1%          | –             | –           | –         | –           | –          | –        | –            | 0,9%   | 53,9%        | 8,4%     |       |       |   |        |        |

#### Outubro
| Fonte             | Data(s) conduzidas | Amostragem | Paes DEM         | Crivella Republicanos | Martha PDT | Benedita PT | Bandeira REDE | Clarissa PROS | Lima PSL | Renata PSOL | Garcia PSTU | Messina MDB | Fred NOVO | Glória PSC | Suêd PMB | Simonard PCO | Outros | Abst. Indec. | Vantagem |    |    |  |     |     |
| ----------------- | ------------------ | ---------- | ---------------- | --------------------- | ---------- | ----------- | ------------- | ------------- | -------- | ----------- | ----------- | ----------- | --------- | ---------- | -------- | ------------ | ------ | ------------ | -------- | -- | -- |  | --- | --- |
| Fonte             | Data(s) conduzidas | Amostragem | RealTime BigData | 26-28 Out             | 1000       | 32%         | 12%           | 13%           | 10%      | 3%          | 3%          | 4%          | 4%        | 0%         | 1%       | 2%           | 0%     | Abst. Indec. | Vantagem | 0% | 1% |  | 15% | 20% |
| IBOPE             | 28-30 Out          | 1204       | 32%              | 14%                   | 14%        | 9%          | 2%            | 0%            | 4%       | 2%          | 0%          | 1%          | 1%        | 0%         | 0%       | 0%           |        | 20%          | 18%      |    |    |  |     |     |
| IBOPE             | 28-30 Out          | 1204       | 24%              | 9%                    | 7%         | 3%          | 1%            | -             | 2%       | 2%          | -           | 0%          | 1%        | -          | 0%       | -            | 1%     | 50%          | 15%      |    |    |  |     |     |
| IBOPE             | 28-30 Out          | 1204       | 41%              | -                     | 34%        | -           | -             | -             | -        | -           | -           | -           | -         | -          | -        | -            | -      | 24%          | 7%       |    |    |  |     |     |
| IBOPE             | 28-30 Out          | 1204       | 51%              | 19%                   | -          | -           | -             | -             | -        | -           | -           | -           | -         | -          | -        | -            | -      | 29%          | 32%      |    |    |  |     |     |
| IBOPE             | 28-30 Out          | 1204       | 46%              | -                     | -          | 23%         | -             | -             | -        | -           | -           | -           | -         | -          | -        | -            | -      | 31%          | 17%      |    |    |  |     |     |
| IBOPE             | 28-30 Out          | 1204       | -                | 21%                   | 50%        | -           | -             | -             | -        | -           | -           | -           | -         | -          | -        | -            |        | 29%          | 29%      |    |    |  |     |     |
| IBOPE             | 28-30 Out          | 1204       | -                | -                     | 41%        | 27%         | -             | -             | -        | -           | -           | -           | -         | -          | -        | -            | -      | 32%          | 14%      |    |    |  |     |     |
| IBOPE             | 28-30 Out          | 1204       | -                | 26%                   | -          | 37%         | -             | -             | -        | -           | -           | -           | -         | -          | -        | -            | -      | 37%          | 11%      |    |    |  |     |     |
| Datafolha         | 20-21 Out          | 1008       | 28%              | 13%                   | 13%        | 10%         | 3%            | 1%            | 4%       | 5%          | 2%          | 0%          | 1%        | 1%         | 0%       | 0%           | –      | 20%          | 15%      |    |    |  |     |     |
| Datafolha         | 20-21 Out          | 1008       | 20%              | 8%                    | 7%         | 3%          | 1%            | –             | 2%       | 3%          | –           | –           | –         | –          | –        | –            | 4%     | 52%          | 12%      |    |    |  |     |     |
| Datafolha         | 20-21 Out          | 1008       | 52%              | 22%                   | –          | –           | –             | –             | –        | –           | –           | –           | –         | –          | –        | –            | –      | 27%          | 30%      |    |    |  |     |     |
| Datafolha         | 20-21 Out          | 1008       | 41%              | –                     | 45%        | –           | –             | –             | –        | –           | –           | –           | –         | –          | –        | –            | –      | 14%          | 4%       |    |    |  |     |     |
| Datafolha         | 20-21 Out          | 1008       | 48%              | –                     | –          | 30%         | –             | –             | –        | –           | –           | –           | –         | –          | –        | –            | –      |              | 18%      |    |    |  |     |     |
| RealTime BigData  | 14-17 Out          | 1.050      | 31%              | 11%                   | 9%         | 7%          | 3%            | 1%            | 2%       | 2%          | 0%          | 1%          | 1%        | 0%         | 0%       | 0%           | –      | 32%          | 20%      |    |    |  |     |     |
| RealTime BigData  | 14-17 Out          | 1.050      | 24%              | 9%                    | 5%         | 4%          | 1%            | –             | 1%       | 1%          | –           | –           | –         | –          | –        | –            | 1%     | 54%          | 15%      |    |    |  |     |     |
| IBOPE             | 13-15 Out          | 1.001      | 30%              | 12%                   | 8%         | 7%          | 3%            | 1%            | 3%       | 3%          | 2%          | 1%          | 0%        | <1%        | -        | 0%           | -      | 28%          | 18%      |    |    |  |     |     |
| IBOPE             | 13-15 Out          | 1.001      | 22%              | 9%                    | 3%         | 3%          | 1%            | –             | 2%       | 1%          | –           | –           | –         | –          | –        | –            | 1%     | 57%          | 13%      |    |    |  |     |     |
| IBOPE             | 13-15 Out          | 1.001      | 50%              | 21%                   | –          | –           | –             | –             | –        | –           | –           | –           | –         | –          | –        | –            | –      | 29%          | 29%      |    |    |  |     |     |
| RealTime Big Data | 13-15 Out          | 1000       | 31%              | 15%                   | 12%        | 10%         | 5%            | 3%            | 2%       | 3%          | 0%          | 1%          | 1%        | 0%         | 0%       | 1%           | -      | 24%          | 16%      |    |    |  |     |     |
| Datafolha         | 5-6 Out            | 900        | 30%              | 14%                   | 10%        | 8%          | 3%            | 1%            | 1%       | 3%          | 2%          | 1%          | 1%        | <1%        | <1%      | <1%          | -      | 25%          | 16%      |    |    |  |     |     |
| Datafolha         | 5-6 Out            | 900        | 18%              | 7%                    | 3%         | 2%          | 1%            | -             | 1%       | 2%          | -           | -           | 1%        | -          | -        | -            | 4%     | 63%          | 11%      |    |    |  |     |     |

#### Setembro
| Fonte            | Data(s) conduzidas | Amostragem | Paes DEM | Crivella Republicanos | Martha PDT | Benedita PT | Bandeira REDE | Clarissa PROS | Lima PSL | Renata PSOL | Garcia PSTU | Cristiane PTB | Messina MDB | Fred NOVO | Glória PSC | Suêd PMB | Simonard PCO | Outros | Abst. Indec. | Vantagem |    |     |   |     |     |
| ---------------- | ------------------ | ---------- | -------- | --------------------- | ---------- | ----------- | ------------- | ------------- | -------- | ----------- | ----------- | ------------- | ----------- | --------- | ---------- | -------- | ------------ | ------ | ------------ | -------- | -- | --- | - | --- | --- |
| Fonte            | Data(s) conduzidas | Amostragem | IBOPE    | 30 Set-2 Out          | 805        | 27%         | 12%           | 8%            | 7%       | 2%          | 2%          | 1%            | 2%          | 3%        | –          | <1%      | <1%          | <1%    | Abst. Indec. | Vantagem | 1% | <1% | - | 35% | 15% |
| 14%              | 6%                 | 1%         | IBOPE    | 30 Set-2 Out          | 805        | 2%          | –             | –             | –        | –           | –           | –             | –           | –         | –          | –        | –            | 3%     | 74%          | 8%       |    |     |   |     |     |
| Exame/Ideia      | 25-29 Set          | 800        | –        | 32%                   | 30%        | –           | –             | –             | –        | –           | –           | –             | –           | –         | –          | –        | –            | –      | 39%          | 2%       |    |     |   |     |     |
| Exame/Ideia      | 25-29 Set          | 800        | –        | –                     | 35%        | 25%         | –             | –             | –        | –           | –           | –             | –           | –         | –          | –        | –            | –      | 40%          | 10%      |    |     |   |     |     |
| Exame/Ideia      | 25-29 Set          | 800        | –        | 30%                   | –          | 19%         | –             | –             | –        | –           | –           | –             | –           | –         | –          | –        | –            | –      | 52%          | 11%      |    |     |   |     |     |
| Exame/Ideia      | 25-29 Set          | 800        | 39%      | –                     | 34%        | –           | –             | –             | –        | –           | –           | –             | –           | –         | –          | –        | –            | –      | 27%          | 5%       |    |     |   |     |     |
| Exame/Ideia      | 25-29 Set          | 800        | 39%      | 22%                   | –          | –           | –             | –             | –        | –           | –           | –             | –           | –         | –          | –        | –            | –      | 40%          | 17%      |    |     |   |     |     |
| Exame/Ideia      | 25-29 Set          | 800        | 45%      | –                     | –          | 23%         | –             | –             | –        | –           | –           | –             | –           | –         | –          | –        | –            | –      | 34%          | 22%      |    |     |   |     |     |
| Exame/Ideia      | 25-29 Set          | 800        | 26%      | 17%                   | 12%        | 10%         | 4%            | 2%            | 1%       | 2%          | 1%          | –             | 1%          | 1%        | 1%         | 1%       | 0%           | –      | 22%          | 9%       |    |     |   |     |     |
| Paraná Pesquisas | 20-24 Set          | 910        | 25,1%    | 13,6%                 | 11,8%      | 7,3%        | 3,6%          | 2,2%          | 1,9%     | 1,6%        | 1%          | 0,9%          | 0,9%        | 0,8%      | 0,7%       | 0,7%     | 0,1%         | –      | 28%          | 11,5%    |    |     |   |     |     |
| Paraná Pesquisas | 20-24 Set          | 910        | 8,1%     | 5,7%                  | 2,5%       | 1,5%        | 1%            | –             | 0,2%     | 0,7%        | –           | –             | –           | 0,3%      | –          | –        | –            | 2%     | 77,9%        | 2,4%     |    |     |   |     |     |
| Atlas Político   | 3–9 Set            | 847        | 19,7%    | 11,1%                 | 6%         | 9,6%        | 1,6%          | 0,1%          | 2,4%     | 3,8%        | –           | 3,2%          | 0,2%        | 0,6%      | –          | –        | –            | 6,4%   | 32%          | 8,6%     |    |     |   |     |     |

#### Agosto
| Fonte            | Data(s) conduzidas | Amostragem | Paes DEM | Crivella Republicanos | Martha PDT | Benedita PT | Daciolo PL | Clarissa PROS | Amorim PSL | Renata PSOL | Fred NOVO | Messina MDB | Glória PSC | Calero Cidadania | Marinho PSDB | Cristiane PTB | Hugo PSD | Outros | Abst. Indec. | Vantagem |   |     |    |
| ---------------- | ------------------ | ---------- | -------- | --------------------- | ---------- | ----------- | ---------- | ------------- | ---------- | ----------- | --------- | ----------- | ---------- | ---------------- | ------------ | ------------- | -------- | ------ | ------------ | -------- | - | --- | -- |
| Fonte            | Data(s) conduzidas | Amostragem | IPESPE   | 26–29 Ago             | 1.000      | 19%         | 22%        | 10%           | 10%        | –           | 2%        | –           | 7%         | 2%               | –            | 0%            | –        | –      | –            | –        | – | 29% | 3% |
| 25%              | 16%                | 7%         | 7%       | 26–29 Ago             | 1.000      | 5%          | 1%         | 1%            | 2%         | 1%          | 0%        | 1%          | 1%         | 1%               | 1%           | 0%            | –        | 31%    | 9%           |          |   |     |    |
| Paraná Pesquisas | 15–19 Ago          | 910        | 28,6%    | 15,4%                 | 9,3%       | 7%          | 5,1%       | 1%            | 3,1%       | 0,9%        | 0,9%      | 0,4%        | 1%         | 0,9%             | 1,5%         | 1,1%          | –        | 1,1%   | 22,8%        | 13,2%    |   |     |    |
| Paraná Pesquisas | 15–19 Ago          | 910        | 29,5%    | 15,7%                 | 10,1%      | 7,4%        | 5,2%       | 3,4%          | 1,3%       | 1,2%        | 1,1%      | 0,7%        | –          | –                | –            | –             | –        | –      | 24,5%        | 13,8%    |   |     |    |
| Paraná Pesquisas | 15–19 Ago          | 910        | 7,6%     | 5,7%                  | 1,2%       | 0,5%        | 0,4%       | 0,3%          | –          | –           | –         | –           | –          | –                | –            | –             | –        | 1,7%   | 82,5%        | 1,9%     |   |     |    |

#### Março
| Fonte | Data(s) conduzidas | Amostragem | Paes DEM         | Freixo PSOL | Crivella Republicanos | Martha PDT | Benedita PT | Daciolo PL | Bandeira REDE | Clarissa PROS | Amorim PSL | Cristiane PTB | Glória PSC | Fred NOVO | Messina MDB | Outros | Abst. Indec. | Vantagem |      |      |   |    |       |       |
| ----- | ------------------ | ---------- | ---------------- | ----------- | --------------------- | ---------- | ----------- | ---------- | ------------- | ------------- | ---------- | ------------- | ---------- | --------- | ----------- | ------ | ------------ | -------- | ---- | ---- | - | -- | ----- | ----- |
| Fonte | Data(s) conduzidas | Amostragem | Paraná Pesquisas | 14-19 Mar   | 910                   | 27,9%      | 13,4%       | 12,3%      | 10,1%         | 4,3%          | –          | 3,6%          | 2,2%       | 1,3%      | –           | Outros | Abst. Indec. | Vantagem | 1,1% | 0,9% | – | 2% | 20,9% | 14,5% |
| 6,3%  | 2,5%               | 3%         | Paraná Pesquisas | 14-19 Mar   | 910                   | 0,4%       | –           | –          | 0,2%          | 0,2%          | –          | –             | –          | –         | 1,2%        | 86,1%  | 3,3%         |          |      |      | – |    |       |       |

## Rejeição

### Segundo turno
| Data              | Instituto        | Crivella (Republicanos) | Paes (DEM) | Rejeita ambos | Não rejeita nenhum | Não sabem/não responderam |
| ----------------- | ---------------- | ----------------------- | ---------- | ------------- | ------------------ | ------------------------- |
| 16-17 de Novembro | RealTime BigData | 46%                     | 19%        | 22%           | 6%                 | 7%                        |

### Primeiro turno
| Data                 | Instituto         | Crivella (Republicanos) | Clarissa (PROS) | Paes (DEM) | Benedita (PT) | Cyro (PSTU) | Lima (PSL) | Martha (PDT) | Messina (MDB) | Fred (NOVO) | Mello (REDE) | Glória (PSC) | Renata (PSOL) | Sued (PMB) | Henrique (PCO) | Poderia votar em todos | Não sabem/não responderam |
| -------------------- | ----------------- | ----------------------- | --------------- | ---------- | ------------- | ----------- | ---------- | ------------ | ------------- | ----------- | ------------ | ------------ | ------------- | ---------- | -------------- | ---------------------- | ------------------------- |
| 13-14 de Novembro    | Datafolha         | 62%                     | 28%             | 32%        | 28%           | 13%         | 11%        | 16%          | 8%            | 7%          | 8%           | 8%           | 7%            | 7%         | 6%             | 2%                     | 1%                        |
| 12-14 de Novembro    | IBOPE             | 59%                     | 29%             | 27%        | 29%           | 13%         | 10%        | 15%          | 9%            | 8%          | 7%           | 8%           | 8%            | 7%         | 7%             | 1%                     | 5%                        |
| 9-10 de Novembro     | Datafolha         | 62%                     | 26%             | 31%        | 24%           | 13%         | 10%        | 14%          | 9%            | 8%          | 8%           | 8%           | 8%            | 6%         | 7%             | 1%                     | 2%                        |
| 7-9 de Novembro      | IBOPE             | 58%                     | 31%             | 28%        | 28%           | 13%         | 11%        | 11%          | 10%           | 8%          | 8%           | 8%           | 8%            | 8%         | 7%             | 1%                     | 5%                        |
| 3-4 de Novembro      | Datafolha         | 57%                     | 29%             | 33%        | 30%           | 13%         | 11%        | 11%          | 8%            | 7%          | 6%           | 6%           | 6%            | 6%         | 5%             | 1%                     | 2%                        |
| 31 Out-2 de Novembro | RealTime Big Data | 57%                     | 33%             | 31%        | 31%           | 11%         | 14%        | 15%          | 11%           | 18%         | 11%          | 11%          | 16%           | 11%        | 11%            | –                      | –                         |
| 26-28 de Outubro     | RealTime BigData  | 34%                     | 5%              | 18%        | 8%            | –           | 5%         | 6%           | 1%            | 1%          | 2%           | –            | 5%            | –          | 1%             | –                      | –                         |
| 28-30 de Outubro     | IBOPE             | 55%                     | 27%             | 28%        | 29%           | 13%         | 10%        | 11%          | 8%            | 8%          | 8%           | 7%           | 9%            | 7%         | 7%             | 1%                     | 8%                        |
| 20-21 de Outubro     | Datafolha         | 58%                     | 31%             | 31%        | 27%           | 15%         | 11%        | 7%           | 10%           | 9%          | 9%           | 8%           | 8%            | 8%         | 7%             | 1%                     | 2%                        |
| 14-17 de Outubro     | RealTime BigData  | 58%                     | 31%             | 33%        | 28%           | 10%         | 10%        | 11%          | 10%           | 22%         | 9%           | 10%          | 12%           | 10%        | 10%            | –                      | –                         |
| 13-15 de Outubro     | IBOPE             | 57%                     | 40%             | 30%        | 29%           | 16%         | 10%        | 9%           | 9%            | 9%          | 8%           | 8%           | 8%            | 8%         | 7%             | 1%                     | 7%                        |
| 5-6 de Outubro       | Datafolha         | 59%                     | 29%             | 30%        | 20%           | 13%         | 8%         | 6%           | 9%            | 7%          | 8%           | 7%           | 8%            | 8%         | 7%             | 1%                     | 2%                        |
| 30 Set-2 de Outubro  | IBOPE             | 57%                     | 38%             | 32%        | 24%           | 15%         | 6%         | 8%           | 9%            | 7%          | 8%           | 6%           | 6%            | 5%         | 6%             | 1%                     | 7%                        |

## Debates televisionados

### Primeiro turno
| Data           | Organizador(es) | Mediação                | Paes (DEM)              | Crivella (Republicanos) | Benedita (PT)           | Lima (PSL)              | Heloiza (PSC)           | Rocha (PDT)             | Clarissa (PROS)         | Souza (PSOL)            | Messina (MDB)           | Luz (NOVO)              | Mello (REDE)            | Suêd (PMB)              | Garcia (PSTU)           | Simonard (PCO)          |
| -------------- | --------------- | ----------------------- | ----------------------- | ----------------------- | ----------------------- | ----------------------- | ----------------------- | ----------------------- | ----------------------- | ----------------------- | ----------------------- | ----------------------- | ----------------------- | ----------------------- | ----------------------- | ----------------------- |
| 1.º de outubro | Band Rio        | Carlos Andreazza        | Presente                | Presente                | Presente                | Presente                | Presente                | Presente                | Presente                | Presente                | Presente                | Presente                | Presente                | Não convidada           | Não convidado           | Não convidado           |
| 31 de outubro  | SBT Rio         | Cancelado pela emissora | Cancelado pela emissora | Cancelado pela emissora | Cancelado pela emissora | Cancelado pela emissora | Cancelado pela emissora | Cancelado pela emissora | Cancelado pela emissora | Cancelado pela emissora | Cancelado pela emissora | Cancelado pela emissora | Cancelado pela emissora | Cancelado pela emissora | Cancelado pela emissora | Cancelado pela emissora |
| 8 de novembro  | RecordTV Rio    | Cancelado pela emissora | Cancelado pela emissora | Cancelado pela emissora | Cancelado pela emissora | Cancelado pela emissora | Cancelado pela emissora | Cancelado pela emissora | Cancelado pela emissora | Cancelado pela emissora | Cancelado pela emissora | Cancelado pela emissora | Cancelado pela emissora | Cancelado pela emissora | Cancelado pela emissora | Cancelado pela emissora |
| 10 de novembro | CNN Brasil      | Cancelado pela emissora | Cancelado pela emissora | Cancelado pela emissora | Cancelado pela emissora | Cancelado pela emissora | Cancelado pela emissora | Cancelado pela emissora | Cancelado pela emissora | Cancelado pela emissora | Cancelado pela emissora | Cancelado pela emissora | Cancelado pela emissora | Cancelado pela emissora | Cancelado pela emissora | Cancelado pela emissora |
| 13 de novembro | Globo Rio       | Cancelado pela emissora | Cancelado pela emissora | Cancelado pela emissora | Cancelado pela emissora | Cancelado pela emissora | Cancelado pela emissora | Cancelado pela emissora | Cancelado pela emissora | Cancelado pela emissora | Cancelado pela emissora | Cancelado pela emissora | Cancelado pela emissora | Cancelado pela emissora | Cancelado pela emissora | Cancelado pela emissora |

### Segundo turno
| Data           | Organizador(es) | Mediação         | Paes (DEM) | Crivella (Republicanos) |
| -------------- | --------------- | ---------------- | ---------- | ----------------------- |
| 17 de novembro | CNN Brasil      | Monalisa Perrone | Ausente    | Presente                |
| 19 de novembro | Band Rio        | Mariana Procópio | Presente   | Presente                |
| 27 de novembro | Globo Rio       | Ana Paula Araújo | Presente   | Presente                |

## Resultados

### Prefeito
| Candidato                | Candidato                       | Vice                        | Primeiro turno 15 de novembro de 2020 | Primeiro turno 15 de novembro de 2020 | Segundo turno 29 de novembro de 2020 | Segundo turno 29 de novembro de 2020 |
| Candidato                | Candidato                       | Vice                        | Total                                 | Percentagem                           | Total                                | Percentagem                          |
| ------------------------ | ------------------------------- | --------------------------- | ------------------------------------- | ------------------------------------- | ------------------------------------ | ------------------------------------ |
|                          | Eduardo Paes (DEM)              | Nilton Caldeira (PL)        | 974.804                               | 37,01%                                | 1.629.319                            | 64,07%                               |
|                          | Marcelo Crivella (Republicanos) | Andréa Firmo (PRTB)         | 576.825                               | 21,90%                                | 913.700                              | 35,93%                               |
|                          | Martha Rocha (PDT)              | Anderson Quack (PSB)        | 297.751                               | 11,30%                                | Não participaram                     | Não participaram                     |
|                          | Benedita da Silva (PT)          | Enfermeira Rejane (PCdoB)   | 296.847                               | 11,27%                                | Não participaram                     | Não participaram                     |
|                          | Luiz Lima (PSL)                 | Fernando Veloso (PSD)       | 180.336                               | 6,85%                                 | Não participaram                     | Não participaram                     |
|                          | Renata Souza (PSOL)             | Íbis Pereira (PSOL)         | 85.272                                | 3,24%                                 | Não participaram                     | Não participaram                     |
|                          | Paulo Messina (MDB)             | Sheila Barbosa (MDB)        | 77.093                                | 2,93%                                 | Não participaram                     | Não participaram                     |
|                          | Bandeira de Mello (REDE)        | Andrea Gouvêa Vieira (REDE) | 65.296                                | 2,48%                                 | Não participaram                     | Não participaram                     |
|                          | Fred Luz (NOVO)                 | Giselle Gomes (NOVO)        | 46.246                                | 1,76%                                 | Não participaram                     | Não participaram                     |
|                          | Glória Heloiza (PSC)            | Mauro Santos (PSC)          | 13.816                                | 0,52%                                 | Não participaram                     | Não participaram                     |
|                          | Clarissa Garotinho (PROS)       | Jorge Coutinho (PROS)       | 12.178                                | 0,46%                                 | Não participaram                     | Não participaram                     |
|                          | Suêd Haidar (PMB)               | Jessica Natalino (PMB)      | 3.833                                 | 0,15%                                 | Não participaram                     | Não participaram                     |
|                          | Cyro Garcia (PSTU)              | Elisa Guimarães (PSTU)      | 3.025                                 | 0,11%                                 | Não participaram                     | Não participaram                     |
|                          | Henrique Simonard (PCO)         | Caetano Sigiliano (PCO)     | 589                                   | 0,02%                                 | Não participaram                     | Não participaram                     |
| → Total de votos válidos | → Total de votos válidos        | → Total de votos válidos    | 2.633.911                             | 80,77%                                | 2.543.019                            | 81,20%                               |
| → Votos em branco        | → Votos em branco               | → Votos em branco           | 213.138                               | 6,54%                                 | 157.610                              | 5,03%                                |
| → Votos nulos            | → Votos nulos                   | → Votos nulos               | 413.962                               | 12,69%                                | 431.104                              | 13,77%                               |
| Total                    | Total                           | Total                       | 3.261.011                             | 67,21%                                | 3.131.733                            | 64,55%                               |
| Abstenções               | Abstenções                      | Abstenções                  | 1.590.876                             | 32,79%                                | 1.720.154                            | 35,45%                               |
| Eleitorado apto          | Eleitorado apto                 | Eleitorado apto             | 4.851.887                             | 4.851.887                             | 4.851.887                            | 4.851.887                            |

Gráfico em barra
| Partido | Partido      | Candidato | Votos     | Votos (%) |
| ------- | ------------ | --------- | --------- | --------- |
|         | DEM          | Paes      | 974 804   | 37,01%    |
|         | Republicanos | Crivella  | 576 825   | 21,9%     |
|         | PDT          | Martha    | 297 751   | 11,3%     |
|         | PT           | Benedita  | 296 847   | 11,27%    |
|         | PSL          | Luiz      | 180 336   | 6,85%     |
|         | PSOL         | Renata    | 85 272    | 3,24%     |
|         | MDB          | Messina   | 77 093    | 2,93%     |
|         | REDE         | Bandeira  | 65 296    | 2,48%     |
|         | NOVO         | Fred      | 46 246    | 1,76%     |
|         | PSC          | Glória    | 13 816    | 0,52%     |
|         | PROS         | Clarissa  | 12 178    | 0,46%     |
|         | PMB          | Suêd      | 3 833     | 0,15%     |
|         | PSTU         | Cyro      | 3 025     | 0,11%     |
|         | PCO          | Simonard  | 589       | 0,02%     |
| Totais  | Totais       | Totais    | 2 633 911 |           |
| Fonte:  |              |           |           |           |

### Vereadores eleitos
Com a reforma política ocorrida em 2017, esta foi a primeira eleição em que não houve coligações proporcionais, ou seja, os candidatos representaram unicamente suas siglas e elas elegeram suas bancadas individualmente.
| Candidato(a) | Candidato(a)            | Partido       | Votos  | Cidade de origem         | Unidade federativa/País |
| ------------ | ----------------------- | ------------- | ------ | ------------------------ | ----------------------- |
|              | Tarcísio Motta          | PSOL          | 86.243 | Rio de Janeiro           | Rio de Janeiro          |
|              | Carlos Bolsonaro        | Republicanos  | 71.000 | Resende                  | Rio de Janeiro          |
|              | Gabriel Monteiro        | PSD           | 60.326 | Rio de Janeiro           | Rio de Janeiro          |
|              | César Maia              | DEM           | 55.031 | Rio de Janeiro           | Rio de Janeiro          |
|              | Chico Alencar           | PSOL          | 49.422 | Rio de Janeiro           | Rio de Janeiro          |
|              | Marcos Braz             | PL            | 40.938 | Rio de Janeiro           | Rio de Janeiro          |
|              | Rosa Fernandes          | PSC           | 26.409 | Rio de Janeiro           | Rio de Janeiro          |
|              | Carlo Caiado            | DEM           | 26.212 | Goiânia                  | Goiás                   |
|              | Lindbergh Farias        | PT            | 24.912 | João Pessoa              | Paraíba                 |
|              | Tainá de Paula          | PT            | 24.881 | Rio de Janeiro           | Rio de Janeiro          |
|              | Luciano Vieira          | Avante        | 24.070 | Rio de Janeiro           | Rio de Janeiro          |
|              | Mônica Benício          | PSOL          | 22.919 | Rio de Janeiro           | Rio de Janeiro          |
|              | Inaldo Silva            | Republicanos  | 21.885 | Araçagi                  | Paraíba                 |
|              | Teresa Bergher          | Cidadania     | 21.131 | —                        | Portugal                |
|              | Felipe Michel           | PP            | 20.936 | Rio de Janeiro           | Rio de Janeiro          |
|              | João Mendes de Jesus    | Republicanos  | 20.811 | Aurelino Leal            | Bahia                   |
|              | Junior da Lucinha       | PL            | 19.732 | Rio de Janeiro           | Rio de Janeiro          |
|              | Marcio Ribeiro          | Avante        | 19.383 | Rio de Janeiro           | Rio de Janeiro          |
|              | Vera Lins               | PP            | 19.242 | Rio de Janeiro           | Rio de Janeiro          |
|              | Tânia Bastos            | Republicanos  | 19.027 | Aracaju                  | Sergipe                 |
|              | Thiago K. Ribeiro       | DEM           | 18.960 | Rio de Janeiro           | Rio de Janeiro          |
|              | Rafael Aloisio Freitas  | Cidadania     | 18.851 | Rio de Janeiro           | Rio de Janeiro          |
|              | Jorge Felippe           | DEM           | 18.507 | Rio de Janeiro           | Rio de Janeiro          |
|              | Verônica Costa          | DEM           | 17.939 | Rio de Janeiro           | Rio de Janeiro          |
|              | Alexandre Isquierdo     | DEM           | 17.764 | Rio de Janeiro           | Rio de Janeiro          |
|              | Reimont                 | PT            | 16.082 | Conceição do Mato Dentro | Minas Gerais            |
|              | Jairinho                | Solidariedade | 16.061 | Rio de Janeiro           | Rio de Janeiro          |
|              | Luiz Carlos Ramos Filho | PMN           | 15.602 | Rio de Janeiro           | Rio de Janeiro          |
|              | Willian Coelho          | DC            | 15.126 | Rio de Janeiro           | Rio de Janeiro          |
|              | Dr. Carlos Eduardo      | PODE          | 15.026 | Rio de Janeiro           | Rio de Janeiro          |
|              | Paulo Pinheiro          | PSOL          | 14.760 | Rio de Janeiro           | Rio de Janeiro          |
|              | Ulisses Marins          | Republicanos  | 14.660 | São João de Meriti       | Rio de Janeiro          |
|              | Laura Carneiro          | DEM           | 14.646 | Rio de Janeiro           | Rio de Janeiro          |
|              | Thais Ferreira          | PSOL          | 14.284 | Rio de Janeiro           | Rio de Janeiro          |
|              | Zico                    | Republicanos  | 13.964 | Rio de Janeiro           | Rio de Janeiro          |
|              | Jair da Mendes Gomes    | PROS          | 13.595 | Tocantins                | Minas Gerais            |
|              | Welington Dias          | PDT           | 13.327 | Rio de Janeiro           | Rio de Janeiro          |
|              | Marcelo Arar            | PTB           | 12.330 | Rio de Janeiro           | Rio de Janeiro          |
|              | Jones Moura             | PSD           | 11.597 | Rio de Janeiro           | Rio de Janeiro          |
|              | Renato Moura            | Patriota      | 10.588 | Rio de Janeiro           | Rio de Janeiro          |
|              | Celso Costa             | Republicanos  | 10.523 | Rio de Janeiro           | Rio de Janeiro          |
|              | Dr. João Ricardo        | PSC           | 10.227 | Ponta Grossa             | Paraná                  |
|              | Pedro Duarte            | NOVO          | 10.069 | Duque de Caxias          | Rio de Janeiro          |
|              | William Siri            | PSOL          | 9.957  | Rio de Janeiro           | Rio de Janeiro          |
|              | Dr. Gilberto            | PTC           | 9.445  | Rio de Janeiro           | Rio de Janeiro          |
|              | Rocal                   | PSD           | 9.280  | Rio de Janeiro           | Rio de Janeiro          |
|              | Dr. Marcos Paulo        | PSOL          | 9.009  | Rio de Janeiro           | Rio de Janeiro          |
|              | Waldir Brazão           | Avante        | 8.332  | Rio de Janeiro           | Rio de Janeiro          |
|              | Marcio Santos de Araújo | PTB           | 7.467  | Rio de Janeiro           | Rio de Janeiro          |
|              | Rogério Amorim          | PSL           | 6.719  | Rio de Janeiro           | Rio de Janeiro          |
|              | Vitor Hugo              | MDB           | 5.423  | Rio de Janeiro           | Rio de Janeiro          |
|              | Luciana Novaes          | PT            | 15.311 | Rio de Janeiro           | Rio de Janeiro          |

#### Resultados por partido
|                        |                                                       |                 |                 |           |           |  |
| Nº                     | Partido                                               | Votos populares | Votos populares | Vagas     | ±         |  |
| Nº                     | Partido                                               | Votos           | %               | Vagas     | ±         |  |
| 10                     | Republicanos                                          | 294.298         | 11,15%          | 7         | 1         |  |
| 50                     | Partido Socialismo e Liberdade (PSOL)                 | 289.102         | 10,96%          | 7         | 1         |  |
| 25                     | Democratas (DEM)                                      | 275.298         | 10,43%          | 7         | 1         |  |
| 13                     | Partido dos Trabalhadores (PT)                        | 142.047         | 5,38%           | 3         | 1         |  |
| 55                     | Partido Social Democrático (PSD)                      | 123.054         | 4,66%           | 3         | Estável   |  |
| 70                     | Avante                                                | 116.350         | 4,41%           | 3         | 2         |  |
| 11                     | Progressistas (PP)                                    | 112.866         | 4,28%           | 2         | 4         |  |
| 22                     | Partido Liberal (PL)                                  | 110.152         | 4,17%           | 2         | 1         |  |
| 23                     | Cidadania                                             | 100.458         | 3,81%           | 2         | Estável   |  |
| 20                     | Partido Social Cristão (PSC)                          | 99.891          | 3,79%           | 2         | 1         |  |
| 14                     | Partido Trabalhista Brasileiro (PTB)                  | 86.813          | 3,29%           | 2         | 1         |  |
| 77                     | Solidariedade                                         | 77.423          | 2,93%           | 1         | 1         |  |
| 30                     | Partido Novo (NOVO)                                   | 74.445          | 2,82%           | 1         | 1         |  |
| 33                     | Partido da Mobilização Nacional (PMN)                 | 73.825          | 2,80%           | 1         | Estável   |  |
| 51                     | Patriota                                              | 67.843          | 2,57%           | 1         | Estável   |  |
| 17                     | Partido Social Liberal (PSL)                          | 66.895          | 2,53%           | 1         | 1         |  |
| 36                     | Partido Trabalhista Cristão (PTC)                     | 64.673          | 2,45%           | 1         | Estável   |  |
| 27                     | Democracia Cristã (DC)                                | 64.371          | 2,44%           | 1         | Estável   |  |
| 12                     | Partido Democrático Trabalhista (PDT)                 | 62.614          | 2,37%           | 1         | 1         |  |
| 19                     | Podemos (PODE)                                        | 60.012          | 2,27%           | 1         | 1         |  |
| 15                     | Movimento Democrático Brasileiro (MDB)                | 50.519          | 1,91%           | 1         | Estável   |  |
| 90                     | Partido Republicano da Ordem Social (PROS)            | 46.753          | 1,77%           | 1         | Estável   |  |
| 28                     | Partido Renovador Trabalhista Brasileiro (PRTB)       | 37.422          | 1,42%           | 0         | —         |  |
| 40                     | Partido Socialista Brasileiro (PSB)                   | 35.806          | 1,36%           | 0         | —         |  |
| 35                     | Partido da Mulher Brasileira (PMB)                    | 27.506          | 1,04%           | 0         | —         |  |
| 65                     | Partido Comunista do Brasil (PCdoB)                   | 27.436          | 1,04%           | 0         | —         |  |
| 45                     | Partido da Social Democracia Brasileira (PSDB)        | 19.795          | 0,75%           | 0         | —         |  |
| 18                     | Rede Sustentabilidade (REDE)                          | 15.710          | 0,60%           | 0         | —         |  |
| 43                     | Partido Verde (PV)                                    | 6.533           | 0,25%           | 0         | —         |  |
| 80                     | Unidade Popular (UP)                                  | 3.754           | 0,14%           | 0         | —         |  |
| 21                     | Partido Comunista Brasileiro (PCB)                    | 3.467           | 0,13%           | 0         | —         |  |
| 16                     | Partido Socialista dos Trabalhadores Unificado (PSTU) | 1.683           | 0,06%           | 0         | —         |  |
| 29                     | Partido da Causa Operária (PCO)                       | 153             | 0,01%           | 0         | —         |  |
| Total de votos válidos | Total de votos válidos                                | 2.639.303       | 80,94%          | 51        | 51        |  |
| → Votos em branco      | → Votos em branco                                     | 240.094         | 7,36%           | 51        | 51        |  |
| → Votos nulos          | → Votos nulos                                         | 381.614         | 11,70%          | 51        | 51        |  |
| Total de votos         | Total de votos                                        | 3.261.011       | 67,21%          | 51        | 51        |  |
| Abstenções             | Abstenções                                            | 1.590.876       | 32,79%          | 51        | 51        |  |
| Eleitorado apto        | Eleitorado apto                                       | 4.851.887       | 4.851.887       | 4.851.887 | 4.851.887 |  |
| Fonte:                 |                                                       |                 |                 |           |           |  |